# Aeroportul Liping
Aeroportul Liping (IATA: HZH, ICAO: ZUNP) este un aeroport din Guizhou, Republica Populară Chineză ce deservește zona Liping County⁠(d). Aeroportul a fost tranzitat în 2022 de 14.810 pasageri.
aeroportul dispune de o singură pistă.